# ピッチング

3次元の回転

エレベーターによる機体の仰角変化（ピッチング）。

ピッチング (pitching) とは、乗り物など前後・左右・上下が決まった物体が、左右を軸として（いわゆる「上下に」）回転すること。ピッチ (pitch) とも。なお、前後を軸にした回転がローリング (rolling) またはロール (roll)、上下を軸にした回転がヨーイング (yawing) またはヨー (yaw) である。
主に、航空機や船舶について言うことが多いが、自動車でも用いられる。

## 航空機の機動としてのピッチング
ここでは、航空機の、能動的な（機動としての）ピッチングについて述べる。
航空機の機動（マニューバ）では、ピッチングは操縦桿の操作で機首を上げ下げすることである。機首を上げることをピッチアップ、機首を下げることをピッチダウンと言う。機首が上がれば機体は上昇し、下がれば下降する。
ただし、機体の速度に対して機首の上がり具合が大きければ、機首の上がり具合に比例して機体が上昇せず、進行方向に対して機首が上向きの角度を持つ。この角度を迎角という。逆に進行方向に対して機首が下向きの角度を持つ場合もあり、これを伏角という。航空機は主翼が一定の仰角を持つ事により揚力を生じるので（伏角を持つ場合は負の揚力を生じる）、ピッチングの操作は航空機の操縦において重要な意味を持つ。航空機が水平飛行する場合には機体の重量と釣り合うだけの揚力が必要なので、水平飛行している航空機も若干ながら機首が上を向いている事になる（もっとも空気抵抗の問題があるので、実際には機体は水平であっても主翼のみ若干の仰角を持つ。あるいは水平であっても若干の仰角を取ったのと同等の効果を持つように主翼の翼型を設計する）。
- 旋回は主に、機体を旋回する方向にロールさせて傾け、ピッチアップを行うことによってなされる。これにより旋回時に生じる遠心力に対して揚力でバランスを取る。これとは逆に機体を旋回方向と逆にロールさせて傾け、ピッチダウンによって負の揚力でバランスを取る事も可能であるが、このような旋回は流体力学上効率が悪いため、滅多に行われない。
- 急激なピッチアップを行うと、仰角が非常に大きくなり失速の原因となるほか、激しいG負荷によるパイロットのブラックアウトの危険性などから、慎重性を必要とする機動である。
- 急激なピッチダウンは失速の原因となるほか、激しい-G負荷によるパイロットのレッドアウトの危険性が考慮される。

## ピッチ方向の安定
航空機の場合は、機体自体にある程度の安定性を持たせる設計にするのが普通である。機体の安定性を放棄する、いわゆるCCV設計が採用されたのは近年の事であり、戦闘機に限られる。
固定翼機のピッチ（機首）の上下方向のバランスの取り方には、以下の方法がある。
1. 主翼を重心より後方に配置し、さらに後方の水平尾翼が下向きの揚力を生んでバランスを取る（通常の尾翼形式）。
2. 主翼の大部分はプラスの揚力を発生するが、主翼の後部（後縁部、あるいは後退翼なら外側）が下向きの揚力を生む（無尾翼機）。
3. 重心の前後にある2枚の主翼の揚力でバランスをとる（タンデム翼機）。
4. 主翼を重心より後方に配置し、それより前方の水平尾翼（カナード）が上向きの揚力を生んでバランスを取る（エンテ型飛行機）。
5. 主翼が重心の前に位置し、水平尾翼もまた上向きの揚力を生む。（揚力尾翼機）。

上記の方法のうち一般的なのは1.である。これは、風見安定を得るために、風圧を受ける中心（力点）が重心より後ろにあることが必要だからである。1.であれば主翼・尾翼ともに重心より後ろになる。2.においても主翼は重心より後ろに配置する（その状態でバランスを取るように主翼の翼型を設計する）。3.4.の場合もトータルでの風圧中心は重心よりも後ろになるように設計する。ただし5.の方式の場合は、風圧中心はどうしても重心より前になり、不安定になるので、一般的な方法ではない。

## 航空機事故
- 2000年2月16日、エメリー・ワールドワイド17便はメンテナンス不良により離陸直後に右昇降蛇のコントロールを失い空港付近の中古車回収場に墜落した。
- 2003年1月8日、エア・ミッドウエスト5481便はメンテナンス不良と過積載により昇降舵のコントロールを失い、格納庫に墜落した。
- 2010年9月3日、UPS航空6便は、積載物の火災により、油圧系統が寸断され昇降舵を含む操縦系統が損傷を受け、ドバイ近郊に墜落した。